# Contrato de trabajo a tiempo parcial

## Contrato de trabajo a tiempo parcial en el Derecho Laboral Español

### Noción Legal del contrato de trabajo a tiempo parcial
El contrato de trabajo se entiende celebrado a tiempo parcial cuando se haya acordado la prestación de servicios durante un número de horas al día, a la semana, al meso al año inferior a la jornada de trabajo de un "trabajador a tiempo completo comparable".
Un "trabajador a tiempo completo comparable" de un trabajador contratado a tiempo parcial es un trabajador a tiempo completo de la misma empresa y centro de trabajo, con el mismo tipo de contrato de trabajo y que realice un trabajo idéntico o similar al contratado parcialmente. Si en la empresa no hubiera ningún trabajador comparable a tiempo completo, se considerará la jornada a tiempo completo prevista en el convenio colectivo de aplicación o, en su defecto, la jornada máxima legal (artículo 12.1 Estatuto de los Trabajadores]).
El contrato a tiempo parcial es una modalidad contractual que ha de acordarse voluntariamente por el trabajador.

### La duración del contrato a tiempo parcial
El contrato a tiempo parcial se puede concertar por tiempo indefinido o por duración determinada en los supuestos en los que legalmente se permita la utilización de esta modalidad de contratación. No obstante, el contrato para la formación no puede celebrarse a tiempo parcial.

### Forma y contenido del contrato de trabajo
El contrato a tiempo parcial se debe formalizar necesariamente por escrito. En el contrato debe figurar el número de horas ordinarias de trabajo al día, a la semana, al meso al año contratadas, así como el modo de su distribución según lo previsto en el convenio colectivo.
De no observarse estas exigencias, el contrato se presume celebrado a jornada completa, salvo prueba en contrario que acredite el carácter parcial de los servicios (Artículos 8.2 y 12.4 a)  del Estatuto de los Trabajadores).